# Гофмансталь, Гуго фон
Гуго фон Гофмансталь (нем. Hugo von Hofmannsthal; полное имя: Гуго Лауренц Август Гофман, эдлер фон Гофмансталь (Hugo Laurenz August Hofmann, Edler von Hofmannsthal); 1 февраля 1874, Вена — 15 июля 1929, Родаун, под Веной) — австрийский писатель, поэт, драматург, выразитель идей декадентства в австрийской литературе конца XIX века — начала XX века.

## Биография
Происходил из состоятельной австрийско-еврейско-ломбардской семьи банкира, по отцу — итальянского происхождения. Блестящий гимназист, полиглот и книгочей, дебютировал стихами в 1890. Тогда же познакомился с Артуром Шницлером, в 1891 — с Генриком Ибсеном и Стефаном Георге, к литературной группе которого — «Листки искусства», Гофмансталь примкнул сразу после знакомства. На страницах журнала проповедовал идею искусство ради искусства.
Много путешествовал по Европе, чаще всего — на велосипеде. Изучал право и романскую филологию (1895—1898) в Венском университете, вместе со Шницлером входил в столичную литературную группу Молодая Вена (создана в 1890). 
В 1898 году Гуго Гофмансталь познакомился с Рихардом Штраусом, для которого написал шесть оперных либретто («Электра», 1908; «Кавалер розы», 1911; «Ариадна на Наксосе», 1913; «Женщина без тени», 1919, и др.) и сценарий балета «Легенда об Иосифе» (1914), в 1899 — с Рильке, в 1902 — с Рудольфом Касснером. Автор сценических обработок трагедий Софокла, Еврипида, драм Кальдерона, комедий Мольера, много лет сотрудничал с выдающимся режиссёром Максом Рейнхардтом.
В годы Первой мировой войны служил по интендантскому ведомству. Впоследствии занимался журналистикой.
Был женат на еврейке, исповедовавшей католичество. Через два дня после самоубийства старшего сына Гофмансталь скончался в своей пригородной усадьбе от кровоизлияния в мозг. 18 июля 1929 года похоронен на Кальксбургском кладбище. Штраус в письме к вдове отмечал: «Я до сих пор не могу в это поверить и не нахожу слов, чтобы выразить свою скорбь. Какой ужас! Этот гений, этот великий поэт, этот прекрасный сотрудник, этот дорогой друг, этот уникальный талант! Ни у одного музыканта не было такого помощника и единомышленника. Никто не заменит его мне и музыкальному миру. Будущее воздвигнет ему достойный памятник — памятник, который я давно уже воздвиг в своём сердце: памятник непреходящей благодарности и истинного восхищения своим самым драгоценным другом».

## Творчество
Крупнейший драматург австрийского и европейского символизма, автор нескольких книг импрессионистических стихов, эссе о литературе и национальной культуре, большой и малой прозы (из которой наиболее известна новелла-мистификация «Письмо лорда Чандоса», 1902).
Будучи декадентом-символистом, сам Гофмансталь любил называть себя неоромантиком. Характер его произведений, их лиричность и драматичность практически не претерпели изменений с годами, а поэтический стиль отличался музыкальностью рифм.
Монография «Гофмансталь и его эпоха» принадлежит Герману Броху (1964). Драмы Гофмансталя ставились в России начала века (В. Мейерхольд, Ф. Комиссаржевский, К. А. Марджанишвили, А. Санин), их переводили Ю. Балтрушайтис, А. Ремизов, М. Кузмин, В. Куприянов, спектакли оформляли Наталья Гончарова, Б. Анисфельд, А. Головин и др.
Отдельного упоминания достойна программная для оценки творчества поэта работа — «Поэт и наше время» (нем. Der Dichter und diese Zeit), написанная в 1907 году. В ней Гофмансталь постарался философски обосновать идеи неоромантизма, их антиреалистичность. Он приходит к выводу, что для поэта важен только «мир отношений и связующих чувств».
Своим творческим идеалам Гофмансталь остаётся верен до конца жизни, хотя в 1921—1923 годах попытался написать несколько комедий, но из этого ничего не вышло.

### Драмы
- Gestern/ Вчера (1891)
- Der Tor und der Tod / Глупец и Смерть (1893)
- Die Frau im Fenster / Женщина в окне (1899)
- Der Tot des Tizian / Смерть Тициана (1901)
- Der Abenteurer und die Sängerin / Авантюрист и певица (1905)
- Das gerettete Venedig / Спасенная Венеция (1905, по драме Томаса Отуэя, 1682)
- Elektra/ Электра (1904, опера Р. Штрауса 1908)
- Ödipus und die Sphinx/ Эдип и сфинкс (1906)
- Jedermann / Имярек (1911)
- Der Schwierige / Трудный характер (1921)
- Das Salzburger große Welttheater/ Большой Зальцбургский театр жизни (1922)
- Der Turm / Башня (1925)

## Римский (фрагмент издания)
- Andreas oder Die Vereinigten / Андреас или Соединенные (1907 - 1927)

## Сводные издания
- Gesammelte Werke. 10 Bde/ Bernd Schoeller (Hrsg.). Frankfurt a.M.: Fischer Taschenbuch Verlag, 1979

## Публикации на русском языке
- Драмы / пер. С. Орловского. М., 1906. («Смерть Тициана», «Безумец и смерть», «Женщина в окне», «Свадьба Зобеиды», «Авантюрист и певица»).
- Электра / пер. О. Чюминой. СПб., 1907.
- Дары жизни / пер. О. Чюминой. СПб., 1908.
- Сказка 672 ночи: [Сб. рассказов] / пер. Оскара Норвежского. СПб.: Соврем. лит., 1908. 111 с. («Приключения маршала фон Базомпьера», «Сказка 672 ночи», «Рыцарская история», «Письмо»). Текст в РГБ Архивная копия от 4 марта 2016 на Wayback Machine
  - Сказка шестьсот семьдесят второй ночи / пер.	С. Ошерова // Сказки немецких писателей. Л., 1989. С. 307—322.
- Приключение маршала. СПб., 1909.
- Царь Эдип, приспособлено для современной сцены / пер. Т. Щепкиной-Куперник. М.: Изд. С. Рассохина, 1911.
- Сложный характер. М.: Мысль, 1923.
- Избранное. М.: Искусство, 1995. (Драмы: «Смерть Тициана», «Глупец и смерть», «Имярек», «Трудный характер», «Большой Зальцбургский театр жизни», «Башня»; проза; стихотворения).